# フレキシティ2
フレキシティ2（Flexity 2）は、ドイツ・ベルリンに本社を置く鉄道車両メーカーのボンバルディア・トランスポーテーションが展開する路面電車車両。車内全体が低床構造となっている超低床電車である。この項目では、中国の鉄道車両メーカーである南京浦鎮車輛有限公司が展開しているライセンス生産車両のCINIUSについても解説する。

## 概要
フレキシティはボンバルディア・トランスポーテーションが世界各地に展開する路面電車・ライトレール路線向けの電車ブランドである。その中でフレキシティ2は、乗降扉付近の床上高さが330 mmに抑えられ、車内に段差が存在しない100 %低床構造となっている車種である。
全長が短く台車が設置されている車体が台車が存在せず全長が長いフローティング車体を挟む編成で構成され、前者には小径車輪を有する車軸・2次サスペンション（軸ばね、枕ばね）付き台車が設置されている。これにより騒音や振動の抑制、メンテナンスコスト削減に加え、フローティング車体にかかる重量も抑えられている。車体の製造においては溶接炭素鋼が用いられ軽量化が図られている一方、従来の車両から車体破損時の対策が強化され安全性が向上している。内装を含め、設計にはモジュール構造が採用されており、顧客の要望に基づいた多様なデザインに対応可能である。
車両の速度制御システムにはボンバルディアが開発した「MITRAC」が用いられ、従来の車両からエネルギー消費量が最大30 %削減されている。また、リチウムイオン電池に対応する非接触誘導電力伝送システムのプリムーブ（PRIMOVE）の搭載も可能で、停車時にスーパーキャパシタと併用して架線から電気を貯めることにより非電化の架線レス区間でも長距離走行ができる。

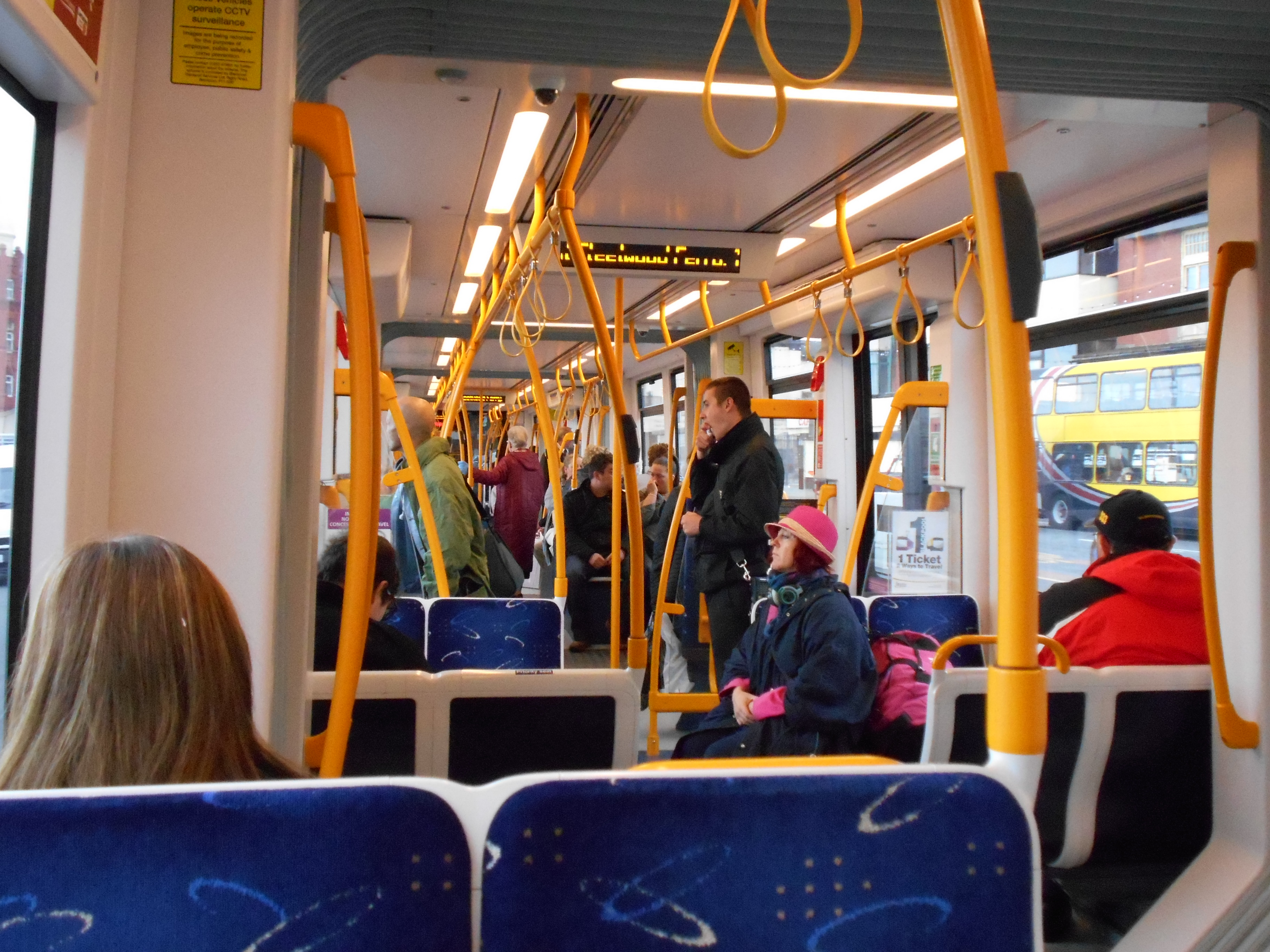
車内（ブラックプール）
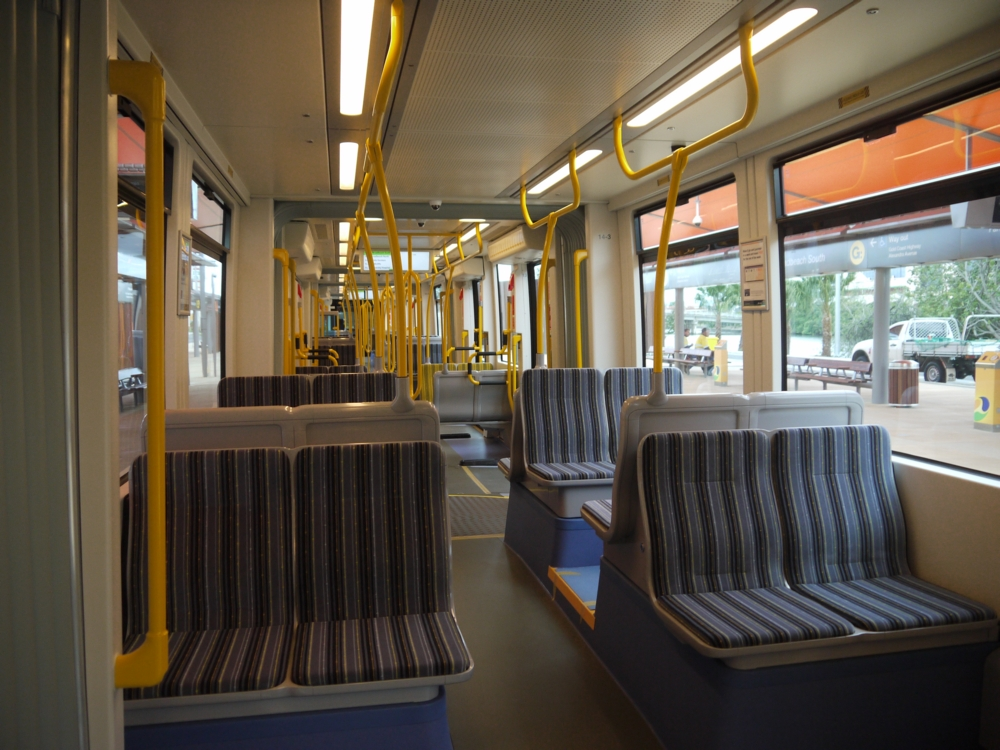
車内（ゴールドコースト）
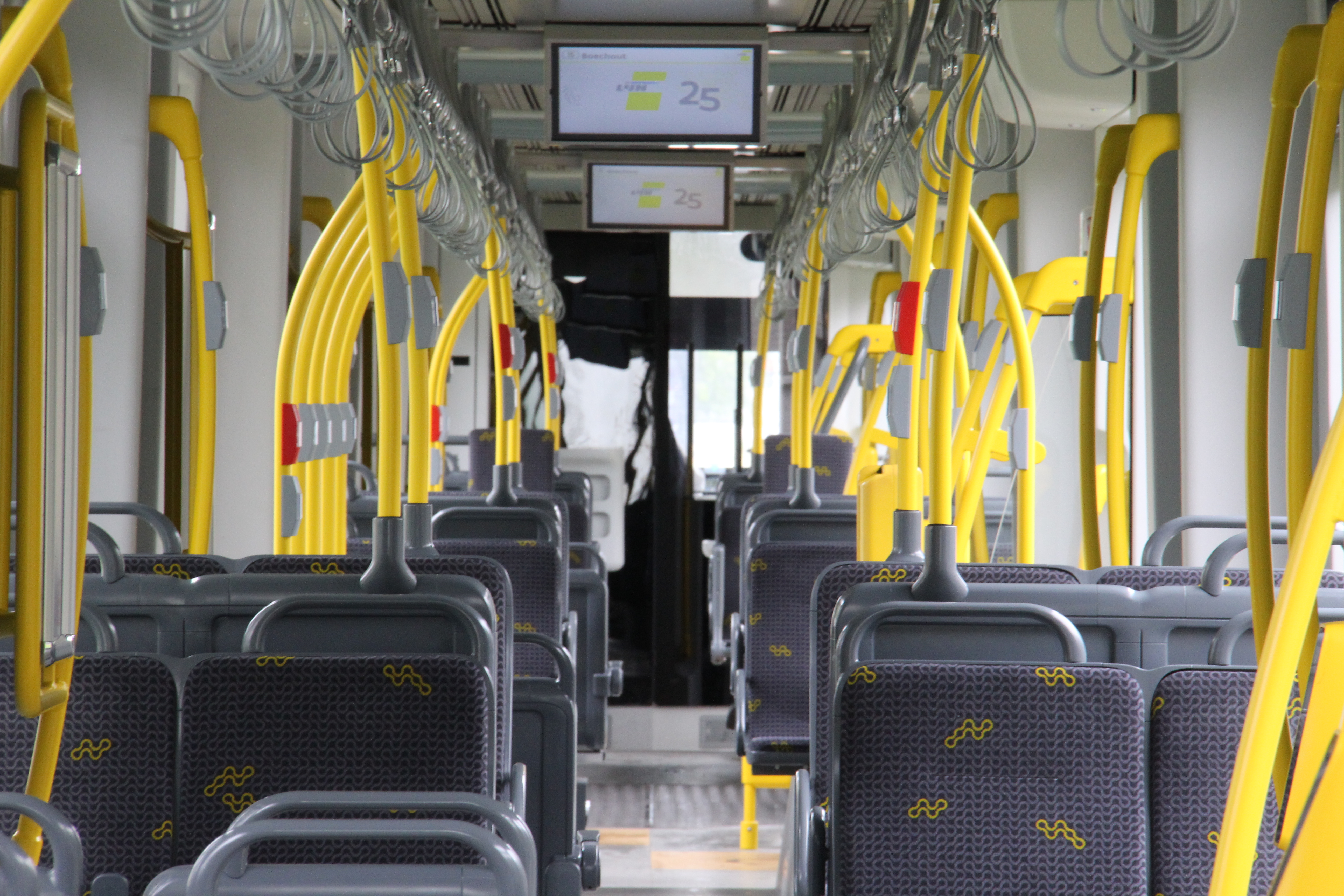
車内（アントウェルペン）
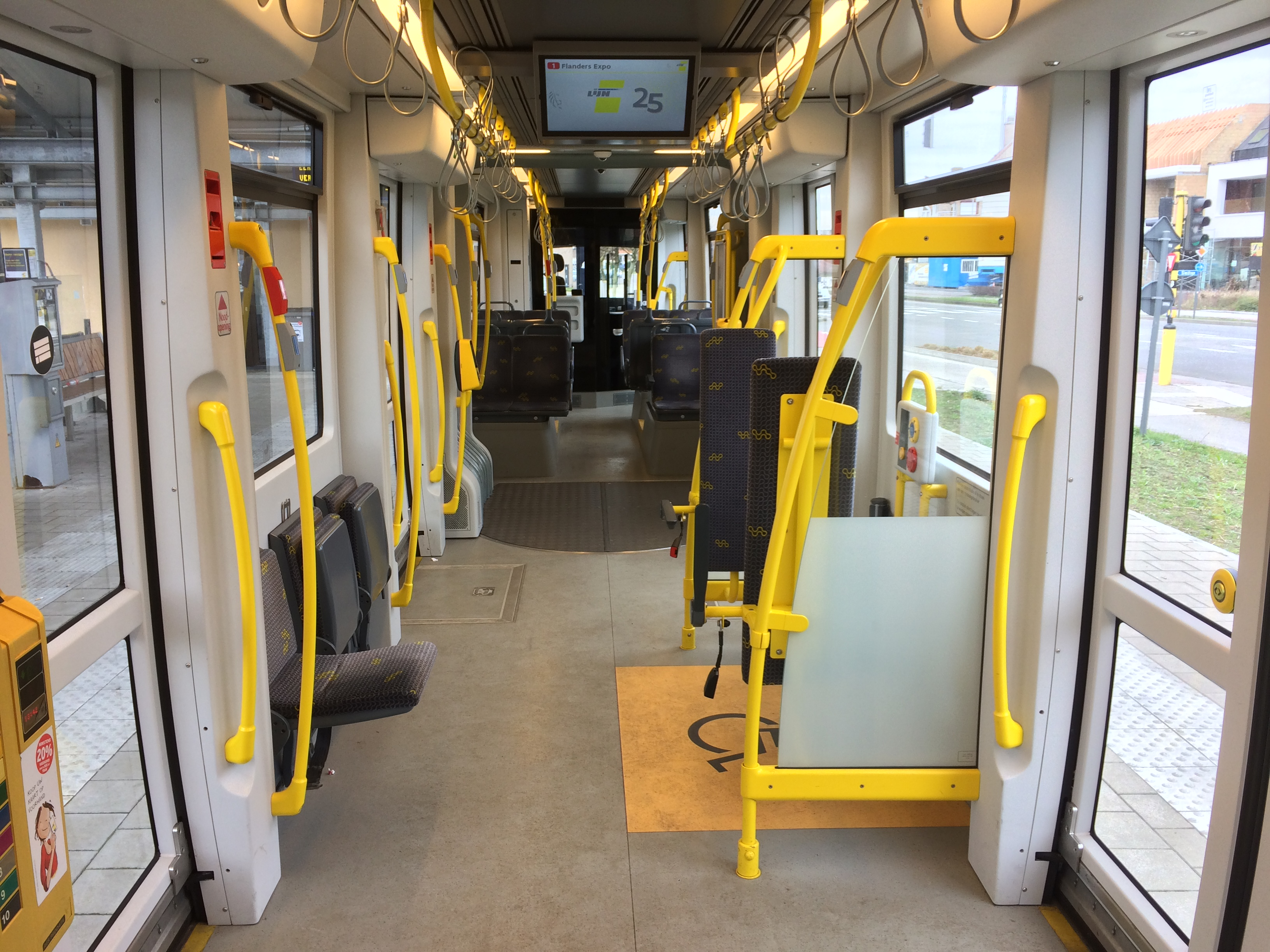
車内（ヘント）
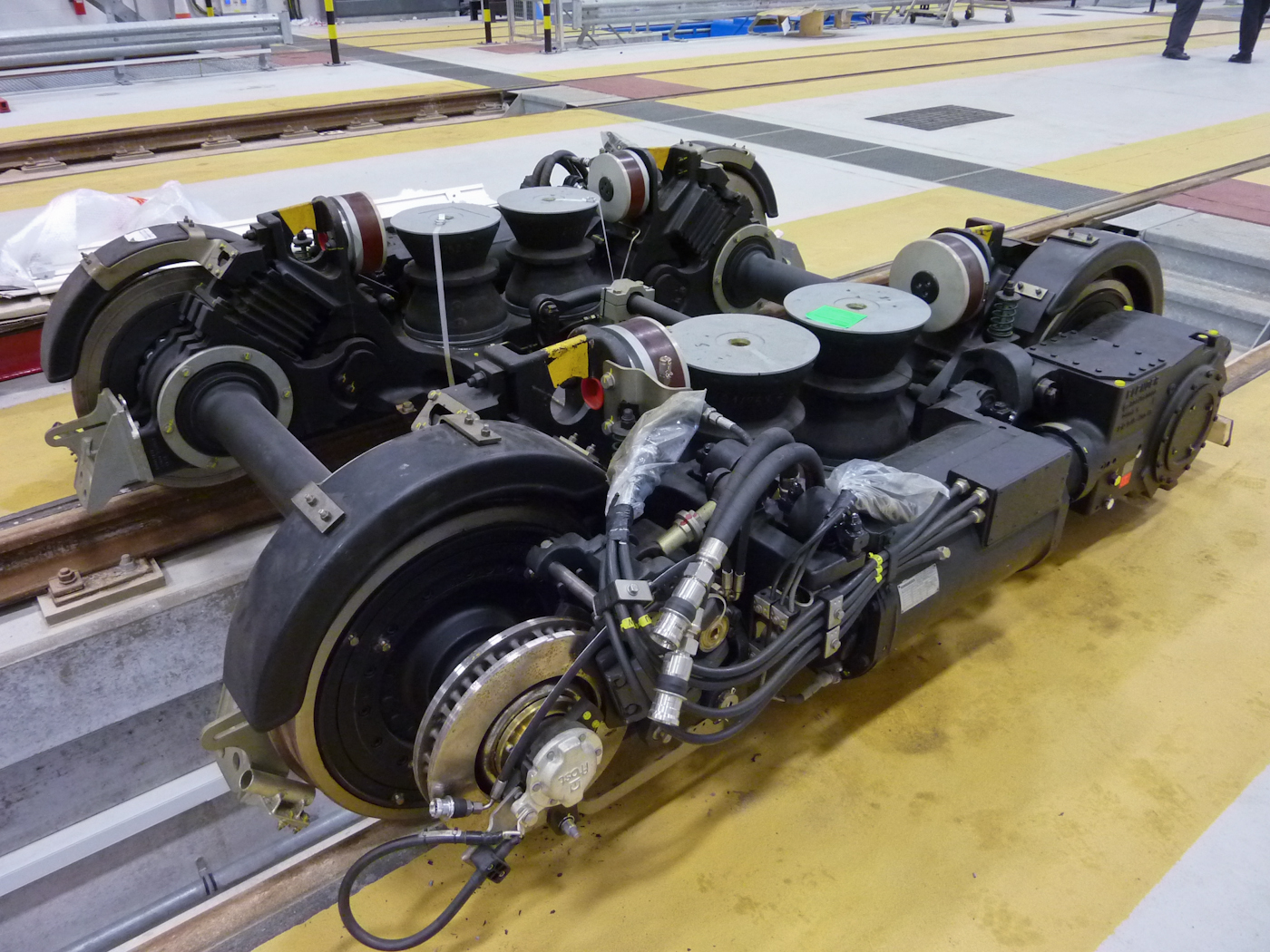
フレキシティ2の車軸付き台車（ブラックプール）
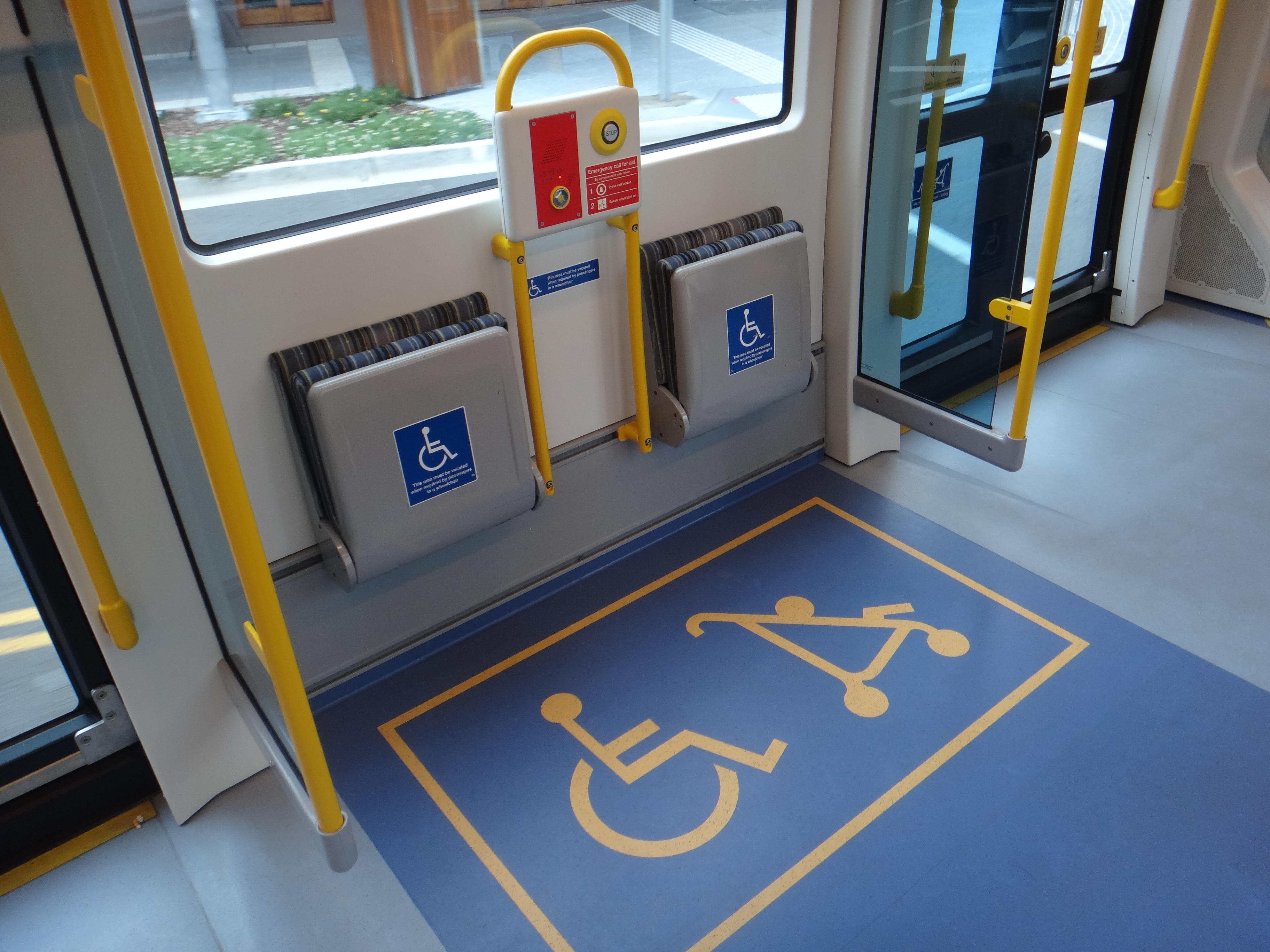
車内のフリースペース（ゴールドコースト）

## 運用・導入都市
2011年にイギリス・ブラックプール（ブラックプール・トラム）向け車両の製造が開始されて以降、フレキシティ2は以下の都市に導入されている。そのうち、ベルギーに導入されたフレキシティ2は内外のデザイン性が高く評価され、2015年にアンリ・ヴァン・デ・ヴェルデ賞（Henry Van de Velde Label）を受賞している。
| フレキシティ2 導入都市一覧 | フレキシティ2 導入都市一覧              | フレキシティ2 導入都市一覧 | フレキシティ2 導入都市一覧 | フレキシティ2 導入都市一覧 | フレキシティ2 導入都市一覧                                                                  |
| 国                         | 都市                                    | 編成                       | 運転台                     | 両数                       | 備考・参考                                                                                  |
| -------------------------- | --------------------------------------- | -------------------------- | -------------------------- | -------------------------- | ------------------------------------------------------------------------------------------- |
| イギリス                   | ブラックプール (ブラックプール・トラム) | 5車体連接車                | 両運転台                   | 18両                       | 詳細は「フレキシティ2 (ブラックプール・トラム)」を参照                                      |
| オーストラリア             | ゴールドコースト (G:link)               | 7車体連接車                | 両運転台                   | 18両                       | 車内にはサーフボード用ラックが存在する                                                      |
| オーストラリア             | メルボルン (メルボルン市電)             | 3車体連接車                | 両運転台                   | 100両(予定)                | 詳細は「メルボルン市電G形電車」を参照                                                       |
| スイス                     | バーゼル (バーゼル市電)                 | 5車体連接車                | 片運転台                   | 43両                       | [ 1 ] [ 5 ]                                                                                 |
| スイス                     | バーゼル (バーゼル市電)                 | 7車体連接車                | 片運転台                   | 15両                       | [ 1 ] [ 5 ]                                                                                 |
| スイス                     | チューリッヒ                            | 7車体連接車                | 片運転台                   | 70両(予定)                 | 詳細は「VBZ Be 6/8」を参照 「フレキシティ・チューリッヒ（Flexity Zurich）」                 |
| ベルギー                   | ブリュッセル (ブリュッセル市電)         | 5車体連接車                | 両運転台                   | 79両(予定)                 | 詳細は「ブリュッセル首都圏交通T3200形」、「T4200形電車」を参照 「TNG(New Generation Tram)」 |
| ベルギー                   | ブリュッセル (ブリュッセル市電)         | 7車体連接車                | 両運転台                   | 11両(予定)                 | 詳細は「ブリュッセル首都圏交通T3200形」、「T4200形電車」を参照 「TNG(New Generation Tram)」 |
| ベルギー                   | アントウェルペン (アントウェルペン市電) | 5車体連接車                | 片運転台                   | 38両                       | 詳細は「アルバトロス (路面電車車両)」を参照                                                 |
| ベルギー                   | アントウェルペン (アントウェルペン市電) | 7車体連接車                | 片運転台                   | 24両                       | 詳細は「アルバトロス (路面電車車両)」を参照                                                 |
| ベルギー                   | ヘント (ヘント市電)                     | 7車体連接車                | 両運転台                   | 26両                       | 詳細は「アルバトロス (路面電車車両)」を参照                                                 |

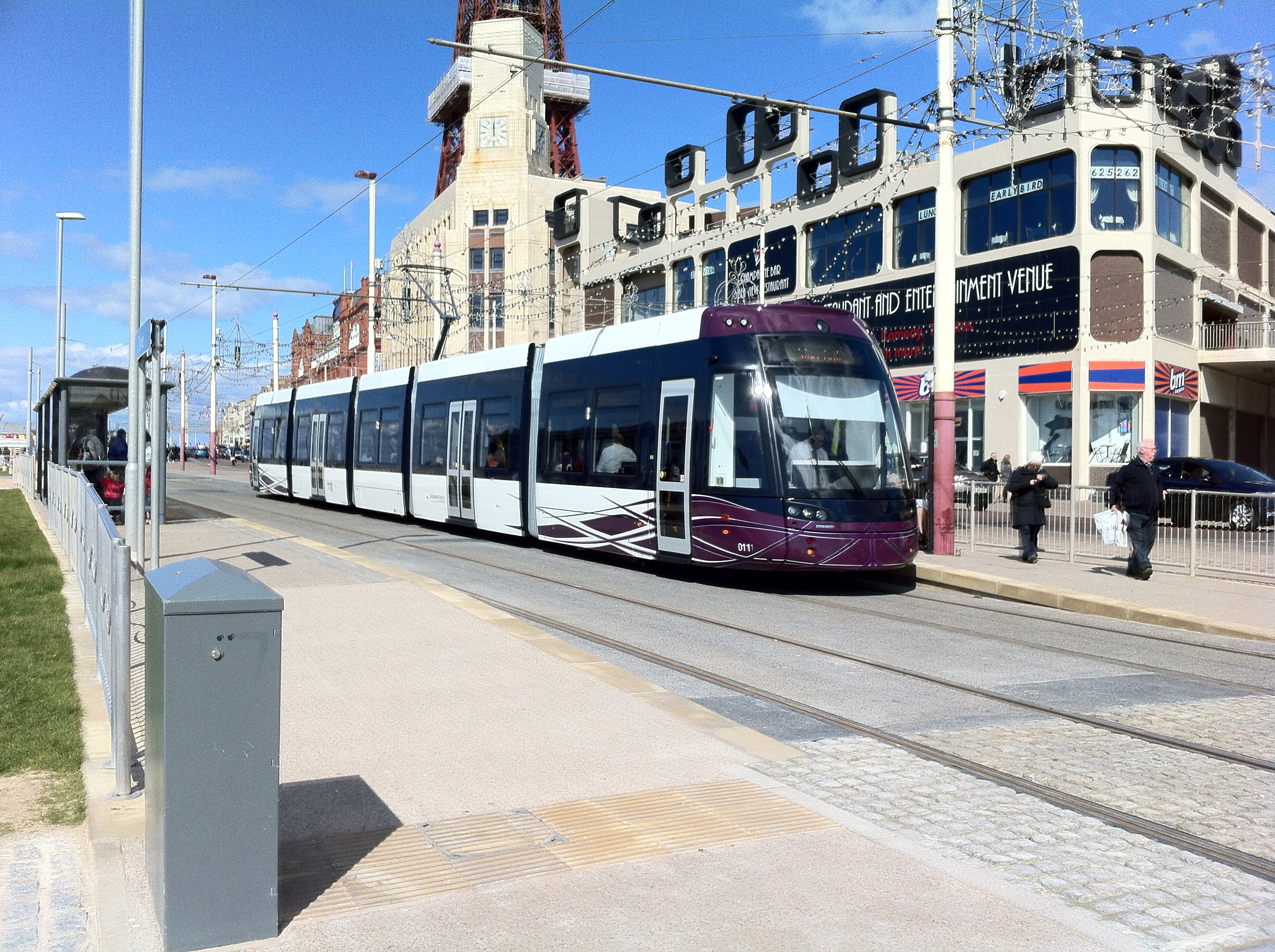
イギリス：ブラックプール （ブラックプール・トラム）
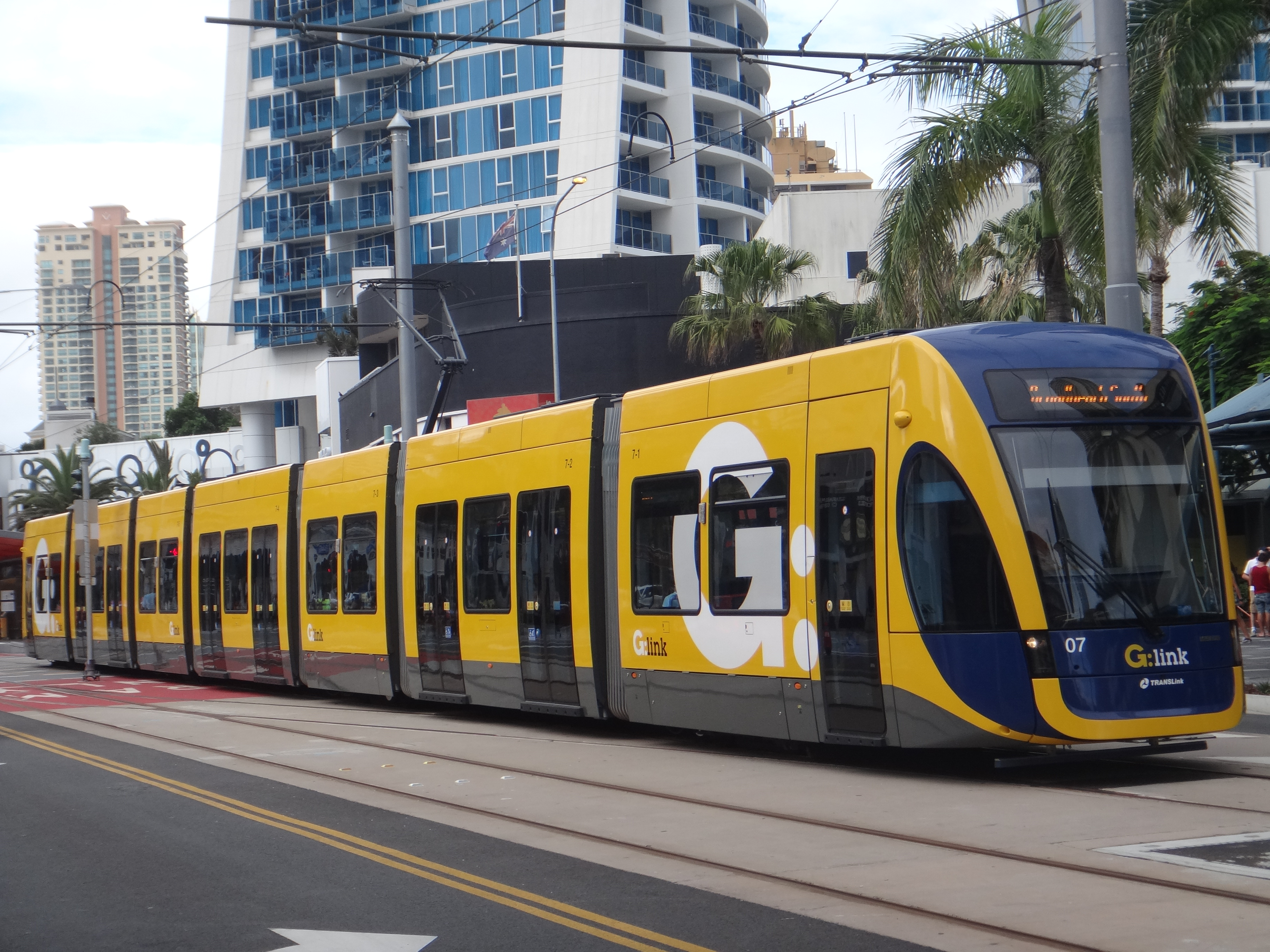
オーストラリア：ゴールドコースト
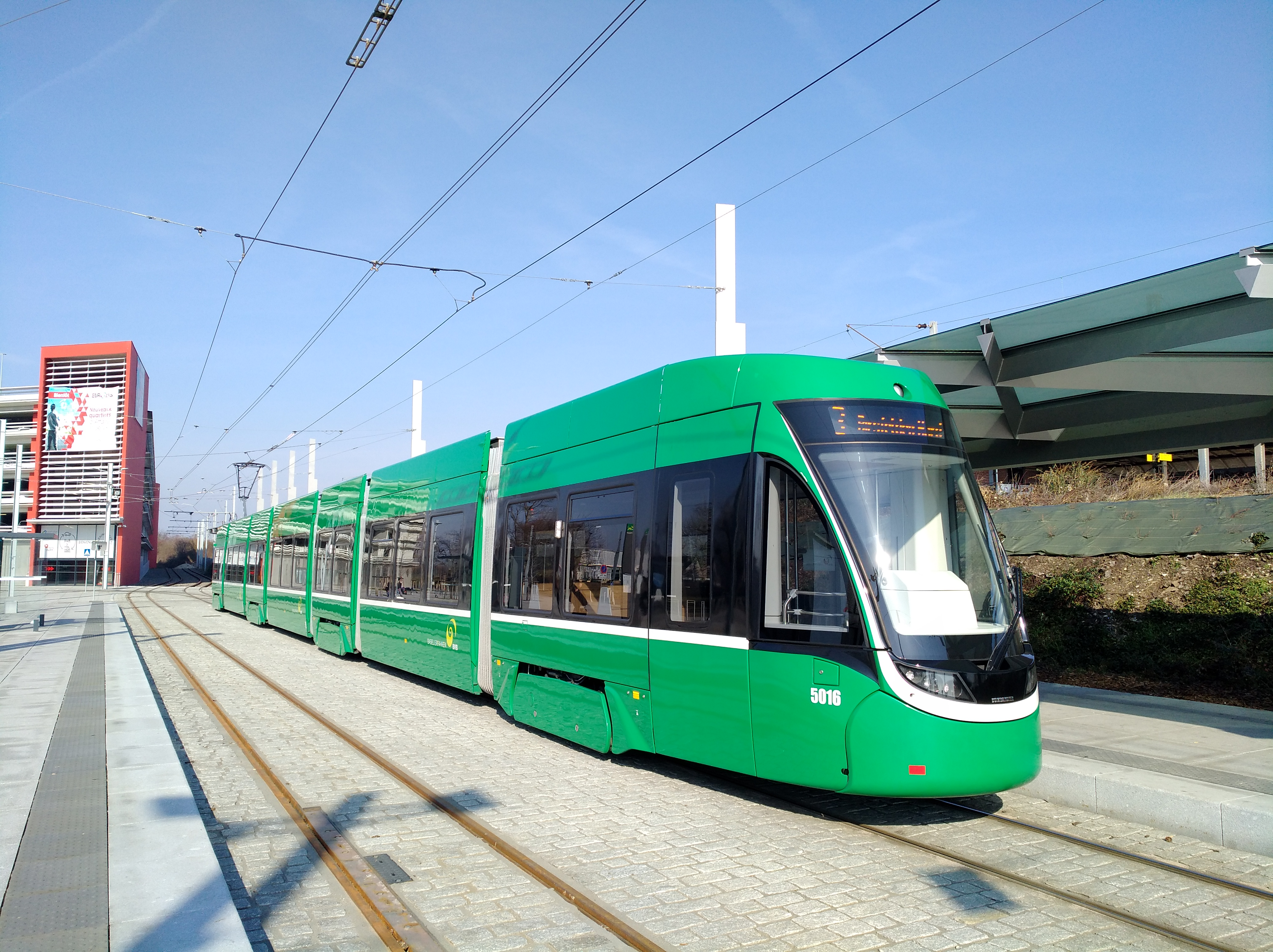
スイス：バーゼル
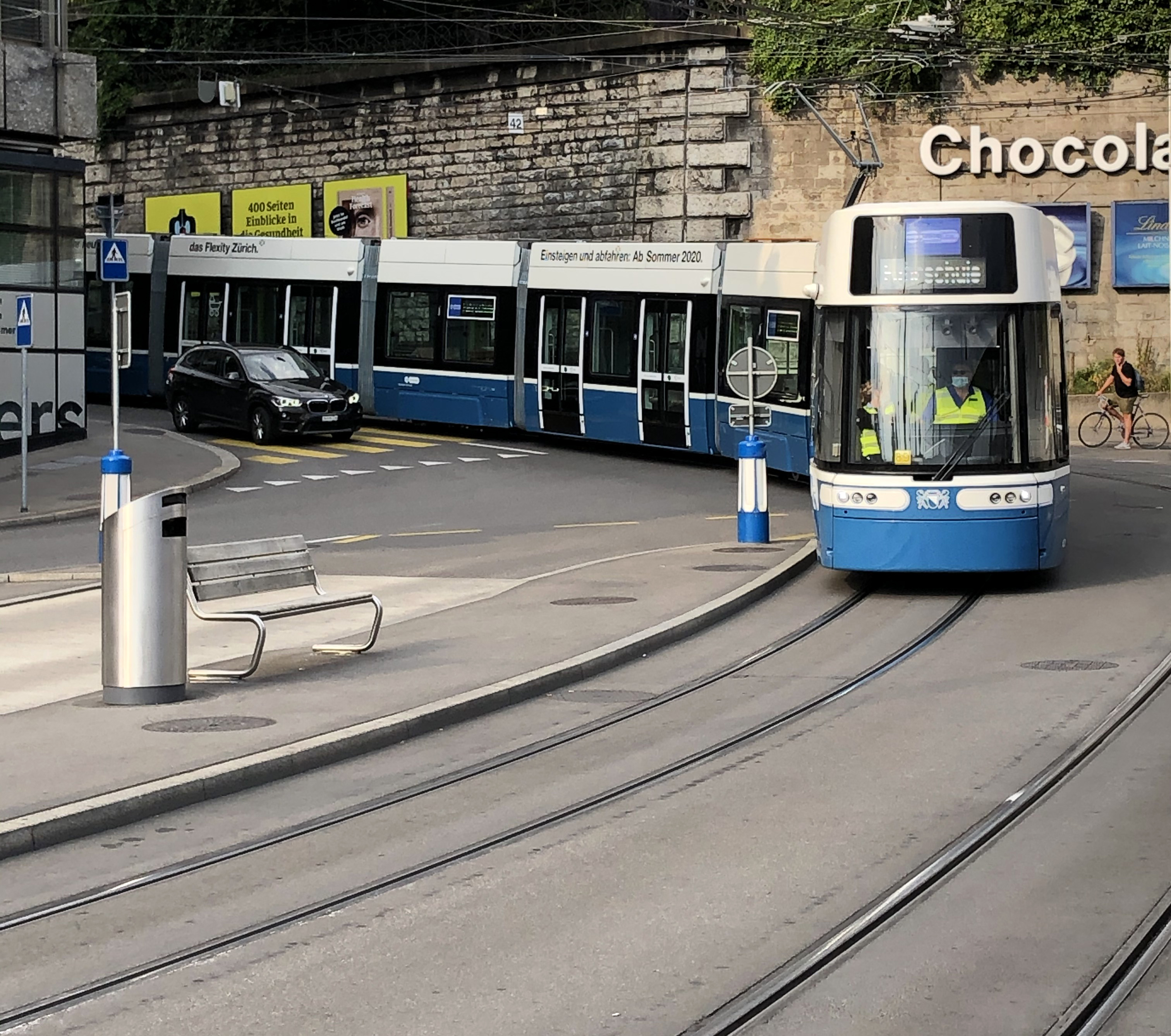
スイス：チューリッヒ
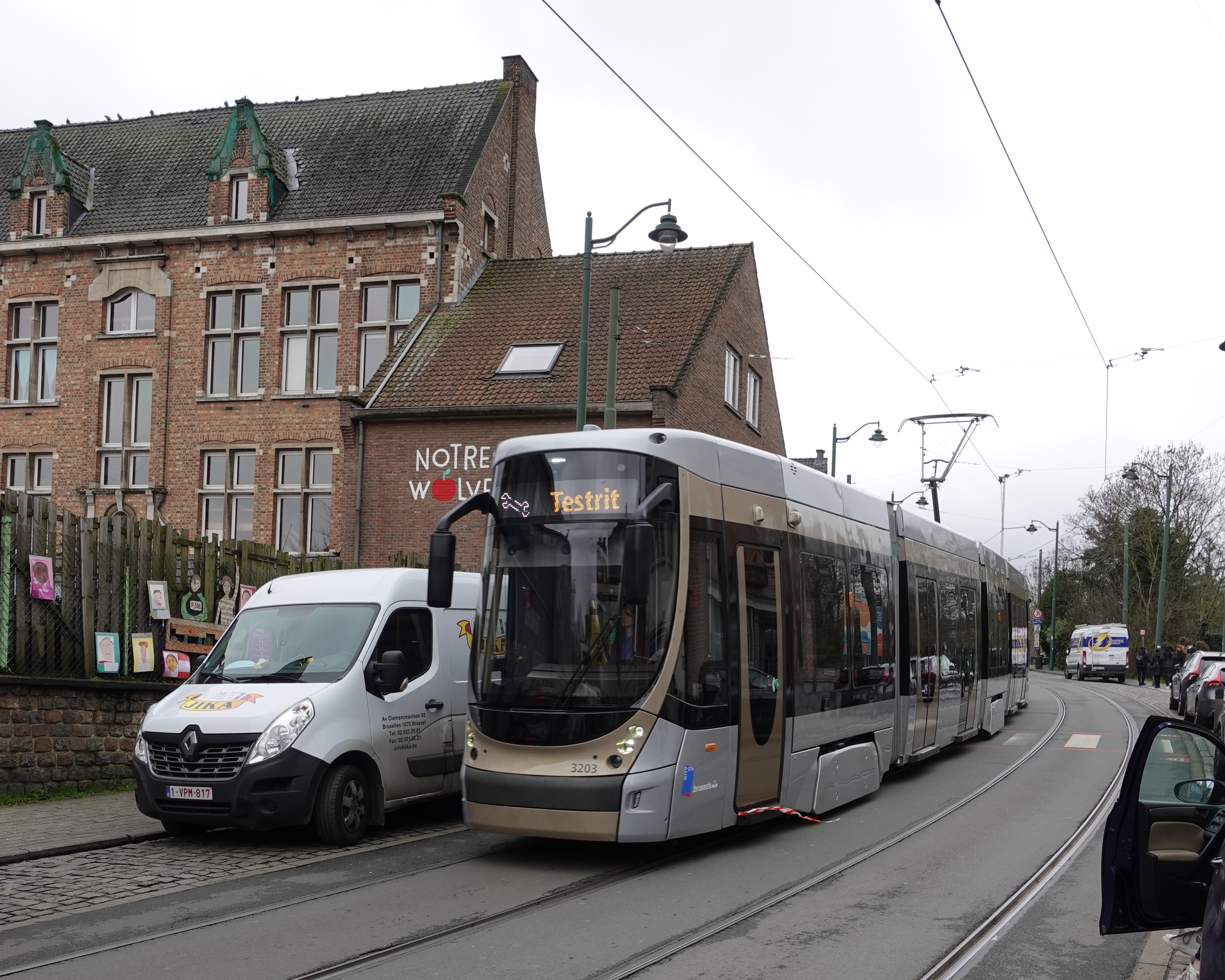
ベルギー：ブリュッセル
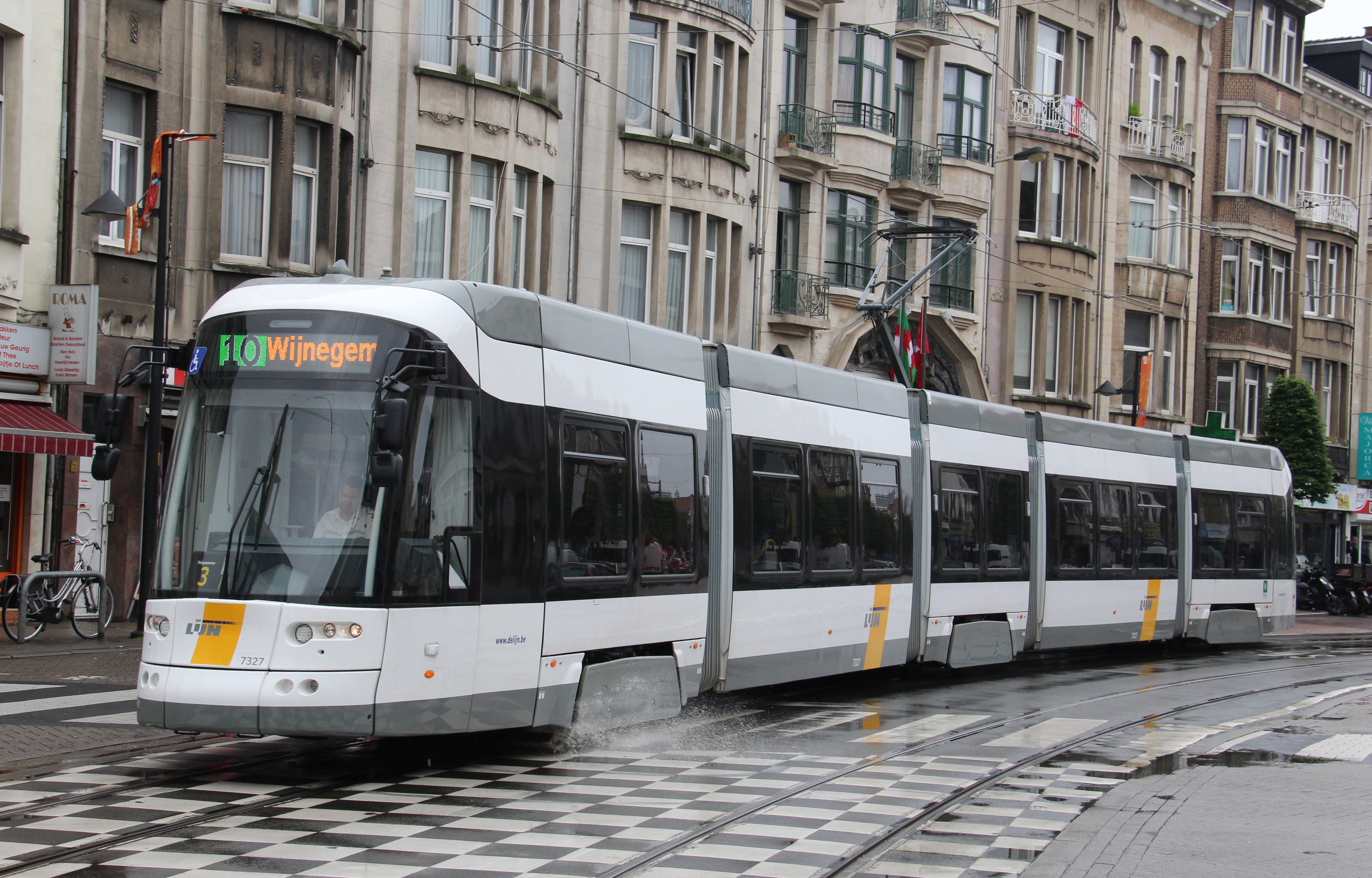
ベルギー：アントウェルペン
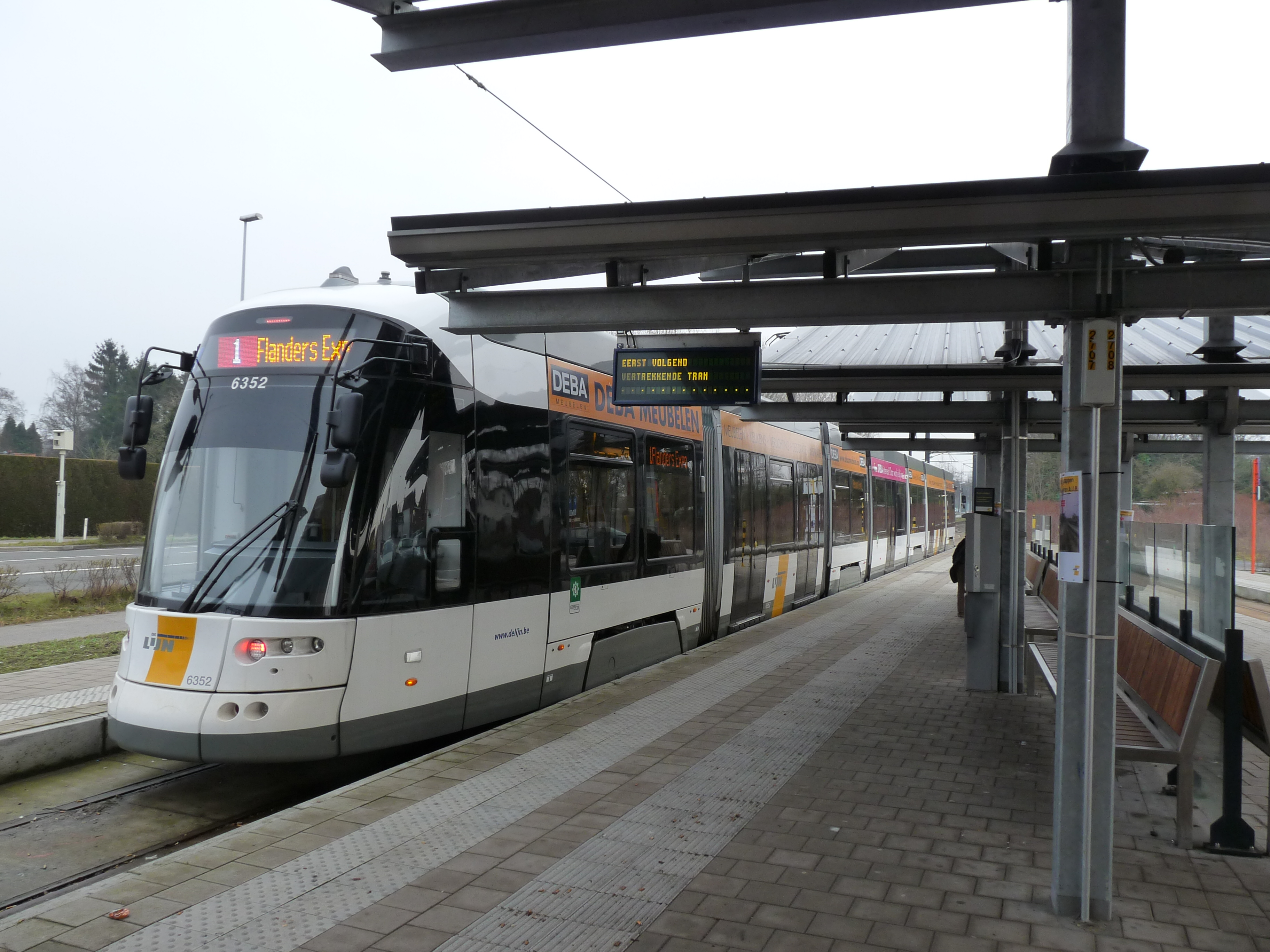
ベルギー：ヘント

## CINIUS

### 概要
2010年代以降中国各地の都市に次々と開通する路面電車路線へ向けて、中国北車や中国南車、両者合併後の中国中車は超低床電車を展開する世界各地の企業と業務提携を結び、各企業の車両のライセンス生産を実施している。その中で、中国南車（現：中国中車）南京浦鎮車輛有限公司はボンバルディア・トランスポーテーションとライセンス契約を結び、フレキシティ2を基にした「CINIUS」の展開を行っている。
2020年現在、CINIUSは以下の路面電車路線で使用されており、全路線とも5車体連接車が導入されている。また、蘇州高新区有軌電車の路線は非電化（架線レス）となっており、非接触誘導電力伝送システムのプリムーブ（PRIMOVE）を用いた充電走行が行われている。
| 都市         | 路線               | 路線   | 編成        | 運転台   | 両数 | 備考・参考          |
| ------------ | ------------------ | ------ | ----------- | -------- | ---- | ------------------- |
| 江蘇省蘇州市 | 蘇州高新区有軌電車 | 1号線  | 5車体連接車 | 両運転台 | 18両 | [ 9 ] [ 20 ] [ 21 ] |
| 江蘇省南京市 | 南京有軌電車       | 河西線 | 5車体連接車 | 両運転台 | ？   | 塗装は黒色。        |
| 江蘇省南京市 | 南京有軌電車       | 麒麟線 | 5車体連接車 | 両運転台 | ？   | 塗装は黄緑色。      |

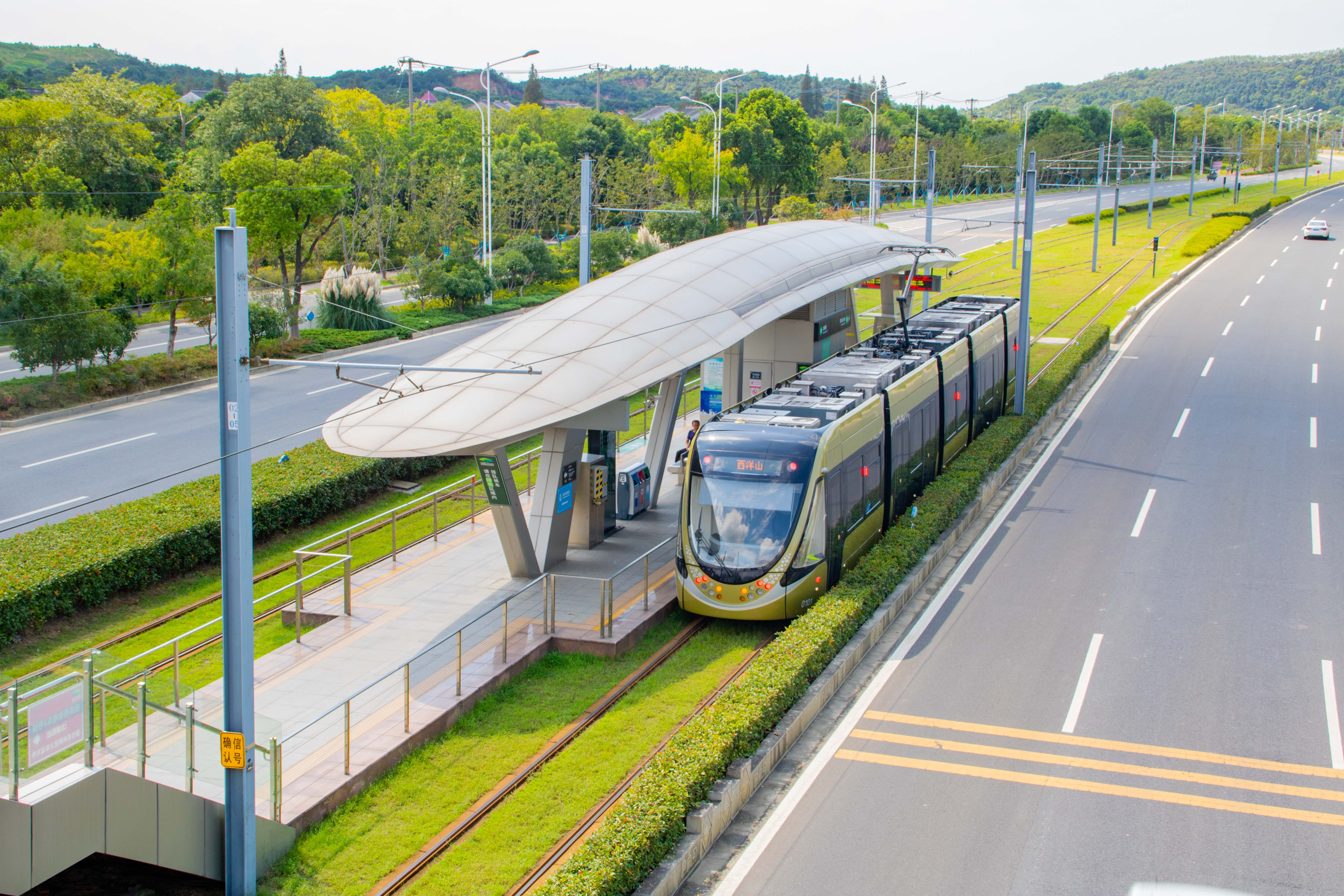
蘇州高新区有軌電車1号線（金色塗装）
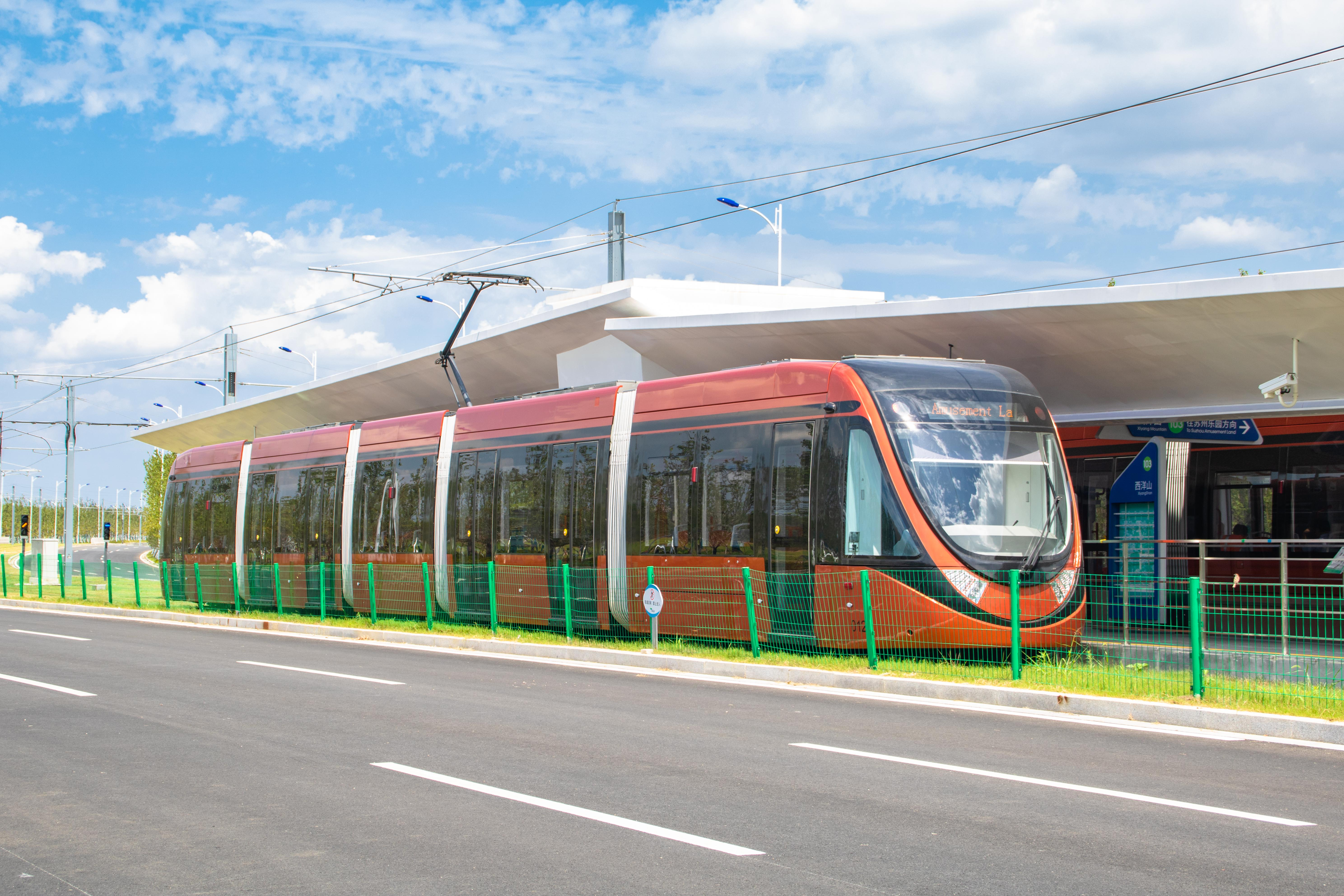
蘇州高新区有軌電車1号線（オレンジ色塗装）
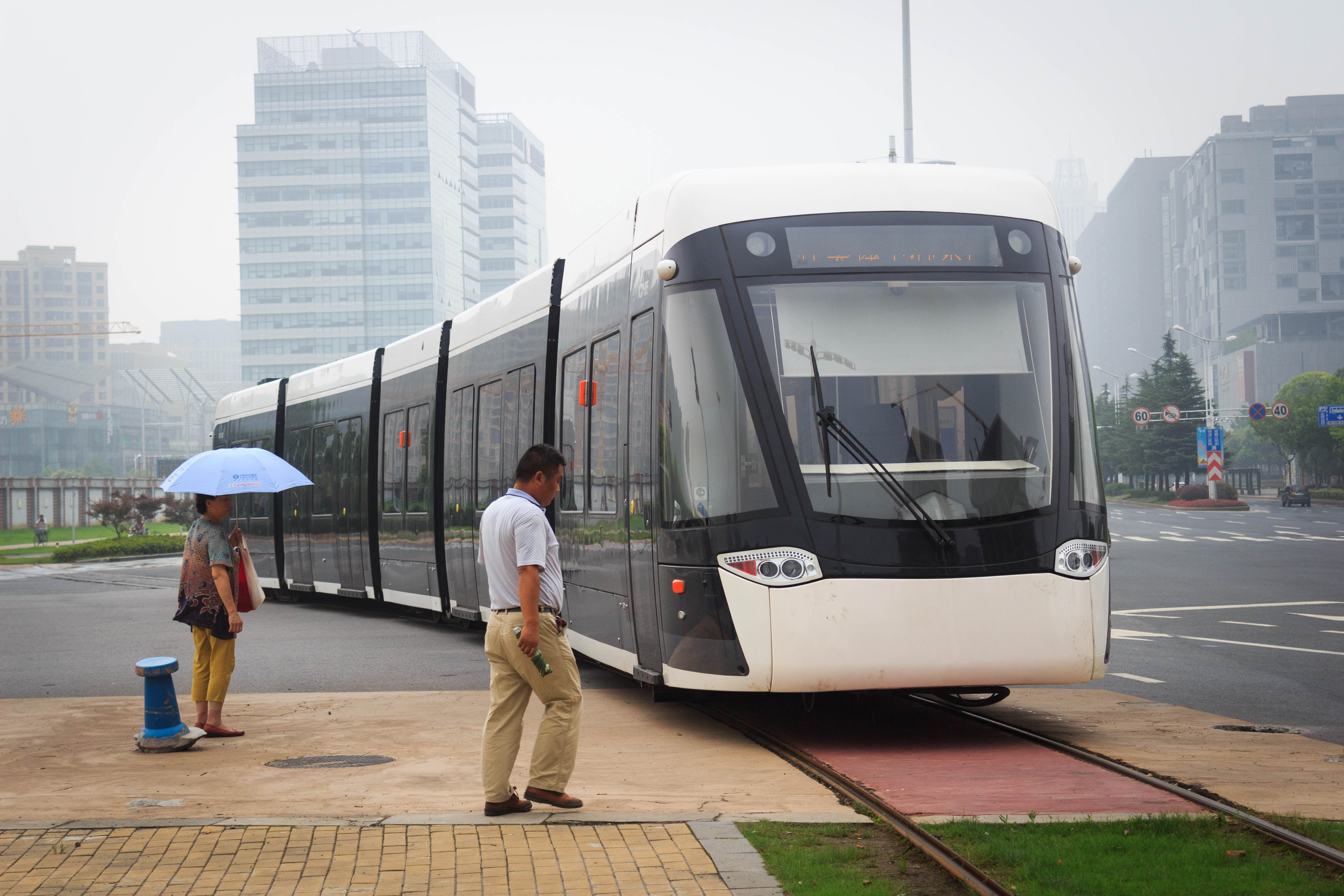
南京有軌電車河西線
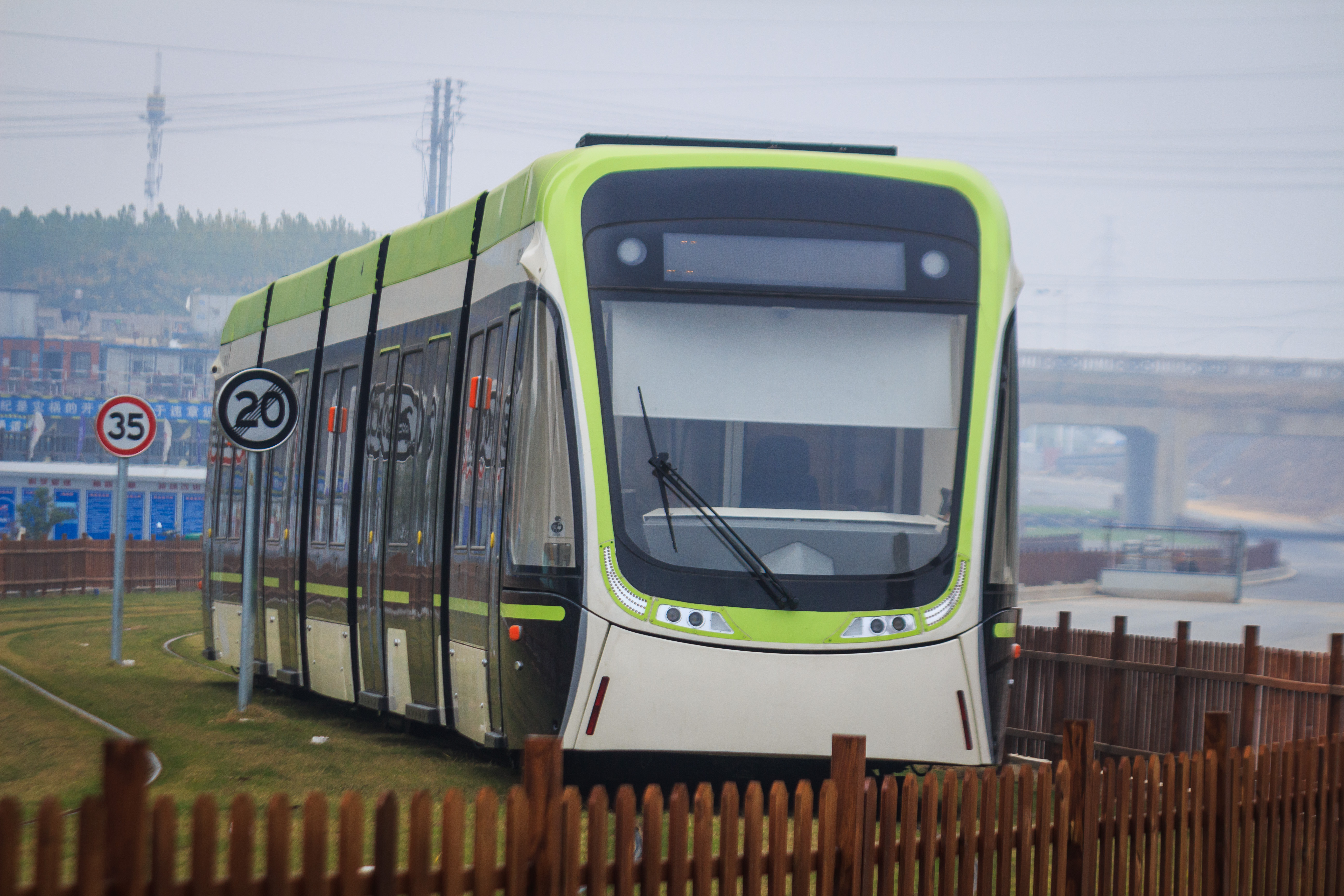
南京有軌電車麒麟線

### 諸元
| CINIUS 主要諸元 | CINIUS 主要諸元 | CINIUS 主要諸元 | CINIUS 主要諸元 | CINIUS 主要諸元  | CINIUS 主要諸元  |
| 編成            | 編成            | 運転台          | 運転台          | 参考             | 参考             |
| --------------- | --------------- | --------------- | --------------- | ---------------- | ---------------- |
| 5車体連接車     | 5車体連接車     | 両運転台        | 両運転台        | [ 8 ] [ 20 ]     | [ 8 ] [ 20 ]     |
| 全長            | 全幅            | 全高            | 車体高          | 台車間距離       | 重量             |
| 32,660mm        | 2,650mm         | 3,800mm         | 3,535mm         | 11,230mm         | 44.0t            |
| 平均加速度      | 常用減速度      | 非常減速度      | 着席定員        | 定員             | 定員             |
| 平均加速度      | 常用減速度      | 非常減速度      | 着席定員        | 乗客密度6人/m2時 | 乗客密度8人/m2時 |
| 1.0m/s2         | 1.2m/s2         | 2.8m/s2         | 56人            | 300人            | 382人            |